# Paracyathus humilis
Paracyathus humilis is een rifkoralensoort uit de familie van de Caryophylliidae. De wetenschappelijke naam van de soort is voor het eerst geldig gepubliceerd in 1870 door Verrill.